# Famen (köpinghuvudort i Kina, Shaanxi, lat 34,44, long 107,90)
Famen är en köpinghuvudort i Kina. Den ligger i provinsen Shaanxi, i den nordvästra delen av landet, omkring 94 kilometer väster om provinshuvudstaden Xi'an. Antalet invånare är 70 852. Befolkningen består av 33 461 kvinnor och 37 391 män. Barn under 15 år utgör 14,0 %, vuxna 15-64 år 77 %, och äldre över 65 år 8,0 %.
Runt Famen är det tätbefolkat, med 570 invånare per kvadratkilometer. Närmaste större samhälle är Fufeng, 8,8 km söder om Famen. Trakten runt Famen består till största delen av jordbruksmark.
Genomsnittlig årsnederbörd är 730 millimeter. Den regnigaste månaden är september, med i genomsnitt 159 mm nederbörd, och den torraste är december, med 2 mm nederbörd.